# Cerqueira César
Cerqueira César é um município brasileiro do estado de São Paulo. Localiza-se na Microrregião de Avaré e também na Região de Governo de Avaré, estando a uma altitude de 737 metros. Sua população de acordo com o Censo 2022 do IBGE era de 21.469 habitantes.

## História
- Fundação: 10 de outubro de 1917 (107 anos)

O município leva o slogan de "A cidade que faz amigos".
Nas terras doadas por José Joaquim Esteves e Porfírio Dias Batista, a Estrada de Ferro Sorocabana construiu, em 1898, uma estação que constituía, naquela época, o ponto terminal de sua rede. O estacionamento dos trilhos da ferrovia por mais de 6 anos nessa localidade, favoreceu a fixação de sertanistas e forasteiros, às margens da estrada, concorrendo para a formação do povoado. Para o alojamento dos ferroviários foram construídos três pequenos ranchos de madeira pré-montados e foi por essa razão que os próprios ferroviários deram o nome ao primitivo do lugar como Três Ranchos. Nessa época, Joaquim Esteves construiu a primeira hospedaria, encarregando Juvenal Gomes Coimbra de sua direção. Junto ao Estabelecimento delineou-se acentuada povoação, justificando a criação de um distrito policial. Este era um distrito de Avaré com o nome de Três Ranchos e, posteriormente, foi elevado a Distrito de Paz, em 1899, com o nome de Cerqueira César, em homenagem ao Presidente do Estado de São Paulo, na gestão (1891 - 1892), José Alves de Cerqueira César (1835 - 1911), sendo o café e o algodão as duas maiores riquezas que impulsionaram o desenvolvimento econômico e populacional do povoado nos próximos anos. O nome Cerqueira César foi mantido quando passou a Município, em 1917.
Pela continuidade do seu desenvolvimento Cerqueira César tornou-se comarca no dia 18 de fevereiro de 1.959, pela Lei n° 5.285 e solenemente instalada no dia 12 de setembro de 1.965, desta forma desmembrando-se da jurisdição Avareense.
O município de Cerqueira César, no interior de São Paulo foi um dos primeiros a ser dedicado à Santa Teresinha do Menino Jesus, no mundo. Pois instantes após sua canonização pelo Papa Pio XI, em 1925, o então Arcebispo da Cúria de Botucatu elevou a antiga Paróquia do Sagrada Família à Santa Teresinha do Menino Jesus em devoção à "santinha das rosas".
Em junho de 1988 a antiga Matriz de Santa Teresinha, em Cerqueira César - SP foi implodida pois o templo apresentava rachaduras. O fato ganhou repercussão nacional pois foi a primeira Igreja Católica a ser implodida no mundo. Mais tarde a construção da arrojada Matriz deu lugar ao Santuário de Santa Teresinha do Menino Jesus, pertencente à Arquidiocese de Botucatu. Atualmente o Santuário Arquidiocesano de Santa Teresinha, localizado no município de Cerqueira César, interior paulista, abriga as Relíquias de Santa Teresinha vinda especialmente de Lisieux na França. No ano de 2012 foi inaugurado o momento de Santa Teresinha na rotatória da SP 245, que dá acesso ao município. A estátua da Padroeira de Cerqueira César possui cerca de 9 metros de altura.

## Geografia
Está localizada a 293 km da capital e possui acessos pelas Rodovia Raposo Tavares e Rodovia Castelo Branco. Também conta com um acesso ferroviário vindo da capital, a Linha Tronco da antiga Estrada de Ferro Sorocabana, atualmente voltada ao transporte de cargas da região.

### Hidrografia
- Rio Paranapanema
- Usina Hidrelétrica de Jurumirim
- Rio Pardo
- Rio Novo
- Rio Três Ranchos
- Represa de Jurumirim

### Rodovias
- SP-245 - Rodovia Salim Antônio Curiati
- SP-261 - Rodovia Osni Mateus
- SP-280 - Rodovia Castelo Branco
- SP-270 - Rodovia Raposo Tavares

### Ferrovias
- Linha Tronco da antiga Estrada de Ferro Sorocabana [7]

#### Estação ferroviária
A estação de Cerqueira César foi construída e inaugurada em 1896, como ponta da linha tronco, que, na época, completava 421 km. Os relatórios da ferrovia, durante a construção do trecho além de Avaré, citavam o "prolongamento até Três Ranchos", núcleo do futuro município, que recebeu desde a inauguração da estação o seu nome definitivo. Com a situação precária da Sorocabana, que perdurou até cerca de 1905, acabou por ser o ponto final da ferrovia por dez anos, e por isso desenvolveu-se rapidamente. Já em 1918 se tornava município, separando-se de Avaré. Em 1923, foi construído um novo prédio para a estação. Em 15 de janeiro de 1999, passou por ali o último trem de passageiros da antiga linha tronco da Sorocabana, suprimido pela Ferroban, sucessora da Fepasa estatal (em tempos atuais sob administração da Empresa ALL).

## Demografia
Dados do Censo - IBGE
População Total: 21.469 (2022)
- Densidade demográfica (hab./km²): 41,96 (2022)
- Mortalidade infantil até 1 ano (por mil): 4,29 (2022)
- Expectativa de vida (anos): 68,41 (IBGE/2010)
- Taxa de fecundidade (filhos por mulher): 2,28 (IBGE/2010)
- Escolarização (6 a 14 anos): 98,2% (IBGE/2010)
- Índice de Desenvolvimento Humano (IDH-M): 0,729 (IBGE/2010)
- IDH-M Renda: 0,710
- IDH-M Longevidade: 0,821
- IDH-M Educação: 0,666

(Fonte: PNUD/IBGE)

## Política e administração

### Governo
Poder Executivo
Prefeito: Diego Augusto Berti Cinto (2021 - 2024)
Poder Legislativo
Câmara de Vereadores composta por 10 vereadores: Celso Bassetto, Emerson Cesar Calixto, Fabio da Silva, Fernando Luiz Bataglini, Jair Godoy, Jean Carlo Bento, Joice Guarino Lopes, Jose Adriano Lopes, William Araújo e Wilmor Ares Ramos Junior.
Presidente biênio 2023/2024: Joice Guarino Lopes.

### Subdivisões
Bairros da zona urbana
- Albatroz
- Centro
- Chácara Moura Leite I
- Chácara Moura Leite II

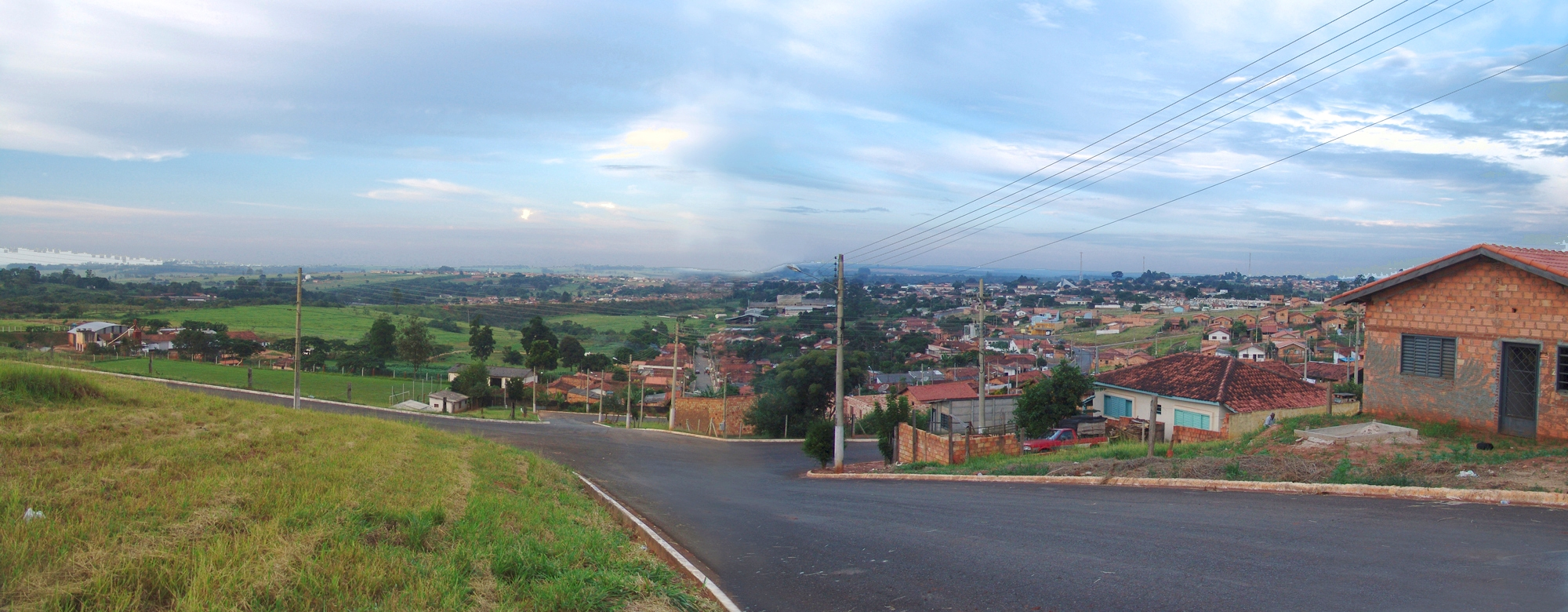
Vista da cidade.

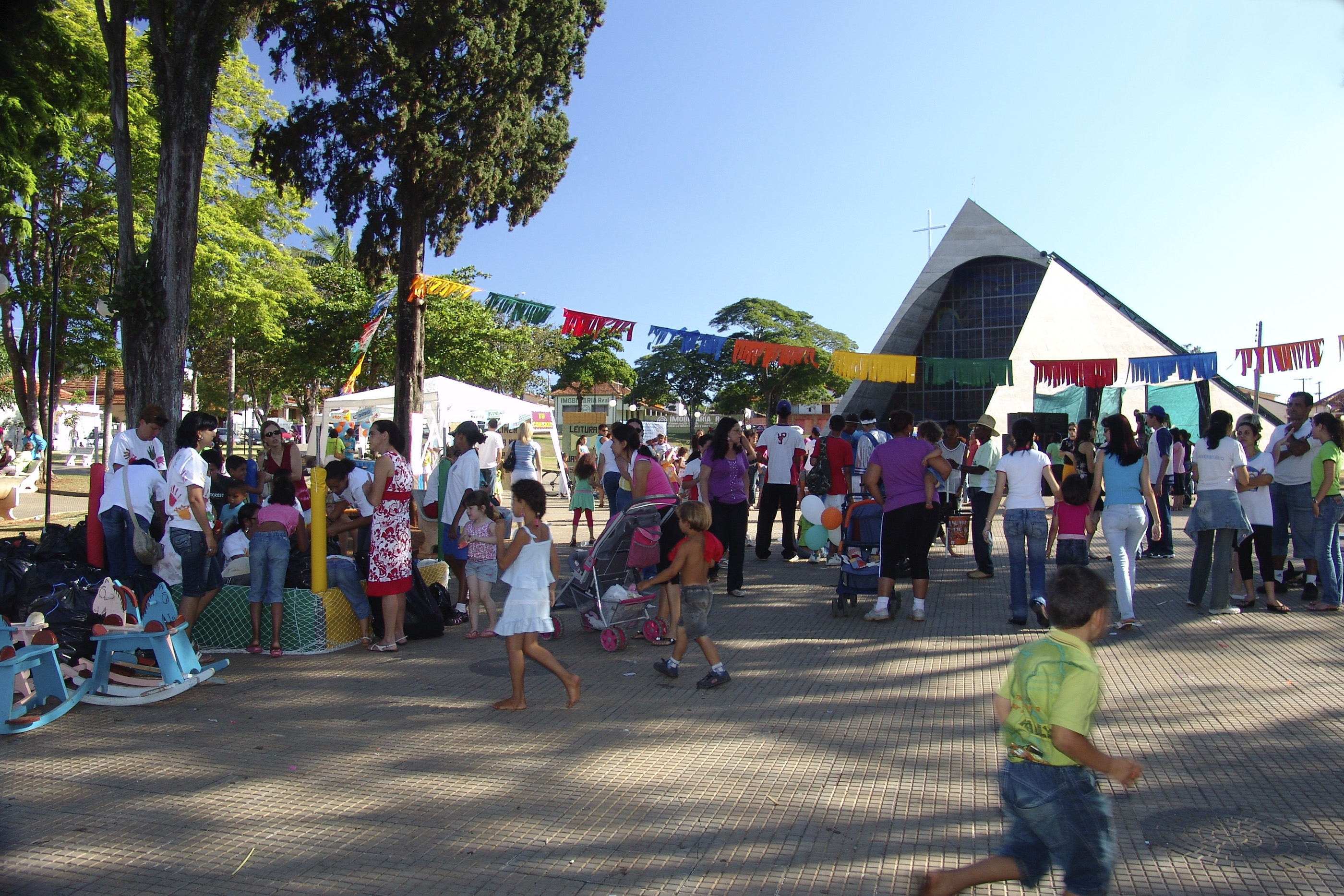
Festa na praça.

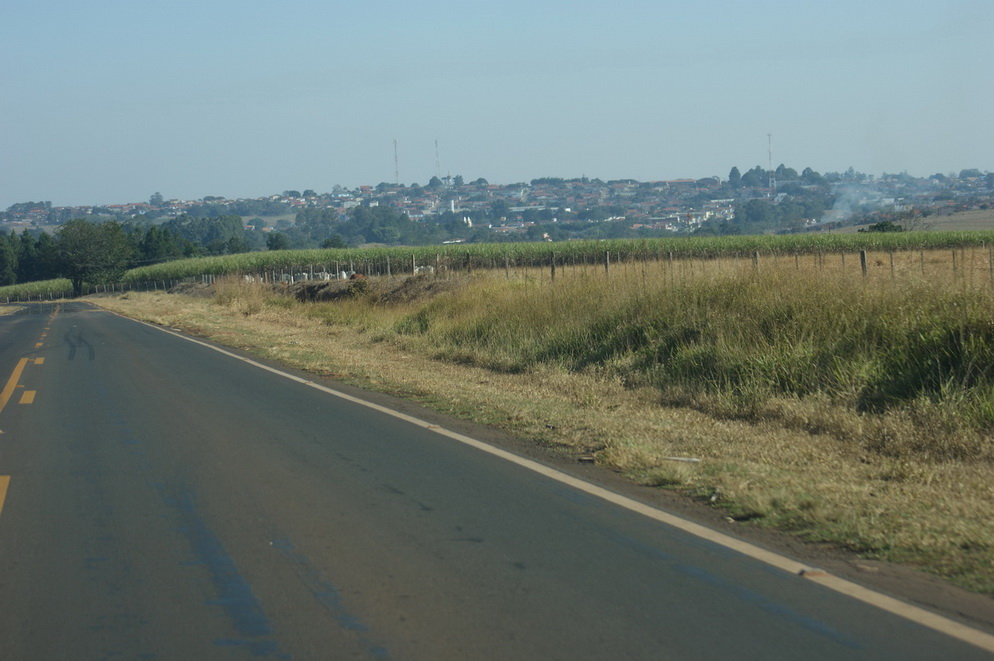
Vista da cidade.

- Conjunto Habitacional Recanto dos Pássaros
- Conjunto Habitacional Santos Neves
- Distrito Industrial
- Jardim Bela Vista
- Jardim Três Ranchos
- Jardim Esmeralda
- Jardim Primavera I
- Jardim Primavera II
- Jardim Primavera III
- Jardim dos Ipês
- Jardim Tropical
- Jardim Santa Inês
- Jardim São Lucas
- Jardim São Lucas II
- Nova Cerqueira
- Novo Horizonte
- Parque Nove de Julho
- Parque Nove de Julho II
- Santa Terezinha
- Vila Almeida
- Vila Angélica
- Vila Isabel
- Vila Manoel Fernandes
- Vila Nossa Senhora de Fátima
- Vila Nova

Bairros da zona rural
- Água da Vareta
- Água do Virado
- Água Branca
- Água das Palmeiras ou Pinhalzinho
- Água da Fartura
- Bairro dos Félix
- Barbosas
- Barreiro
- Chumé
- Jacuba
- Jacutinga
- Macuco
- Macuquinho
- Macucão
- Oliveira Coutinho
- Ponte Preta
- Pouso Alegre
- Três Ranchos

## Economia
A economia local se baseia especialmente na agricultura (laranja, cana-de-açúcar, soja, milho, trigo, café), suinocultura, pecuária e pequenas/médias indústrias.
No campo da suinocultura, o município de Cerqueira César se estabelece como o 10º maior rebanho de suínos do Estado de São Paulo, e 15º se considerado somente o rebanho de matrizes suínas, possuindo ao todo 106 mil cabeças de suíno segundo dados do IBGE em 2021.
Já na bovinocultura, possuía no mesmo ano 20.400 cabeças de gado bovino, sendo o 254º município no ranking do estado nesse setor; 450 bubalinos, sendo o 99º do estado; 250 equinos (450º do estado); 7000 galinhas (450º do estado); 80 ovinos (575º do estado) e 21 caprinos (462º do estado). Fonte: IBGE/2021.

## Infraestrutura

### Transportes
- Viação Princesa
- Viação Riopardense

### Educação
Possui 5 escolas municipais sendo: EMEI Aparecida Mateus Rolim (Vila Manoel Fernandes), EMEI Profª Marieta Rolim de Moura (Vila N. S. de Fátima), EMEIEF Profº Avelino Pereira (Centro), EMEIEF Profª Maria José França Nogueira (Jardim São Lucas) e EMEIEF Profª Zely Meira Cacciolari (Jardim Bela Vista); 3 creches municipais sendo: Profª Conceição Avellar Campos Brito (Conj. Hab. Recanto dos Pássaros), Profª Maria Julieta Zaloti (Nova Cerqueira) e Profª Sebastiana Franco de Oliveira (Parque Nove de Julho); e 3 escolas estaduais sendo: E.E. Profº José Leite Pinheiro (Vila Angélica), E.E. Profª Mariana Aparecida Todescato (antiga E. E. Jardim Primavera, no bairro de mesmo nome), e a Escola Técnica Estadual (ETEC) Prefeito José Esteves, pertencente ao Centro Paula Souza (Bairro Macucão).

### Comunicações

#### Telefonia
O sistema de telefones automáticos foi inaugurado na cidade em 1973 pela Telecomunicações de São Paulo (TELESP), que também implantou o sistema de discagem direta à distância (DDD) em 1982 com o código de área (0147). Anteriormente a cidade era atendida pela Companhia Telefônica Brasileira (CTB).
Na década de 90 o código DDD da cidade foi alterado para (014), para padronização do sistema telefônico com a telefonia celular que estava sendo implantada em todo o estado.

#### Imprensa
- Rádio Estrela FM
- Jornal A Cidade
- Jornal Sudoeste Paulista

## Cultura e lazer

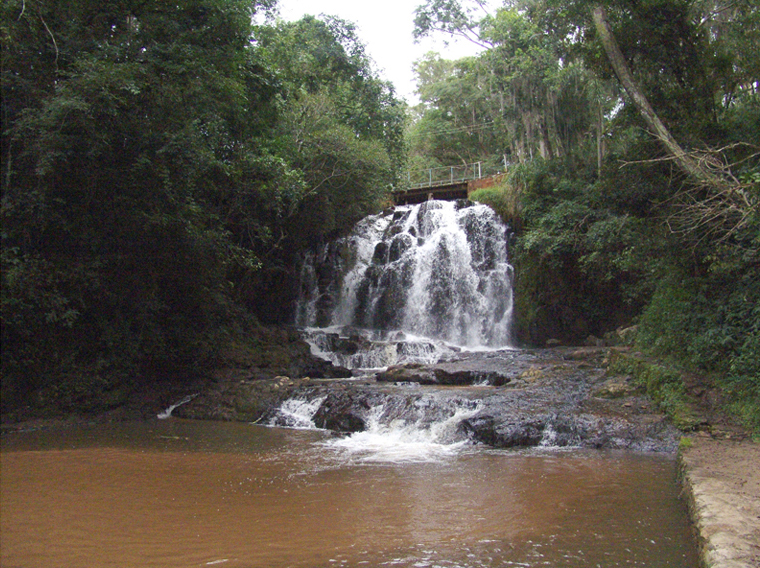
Cascata do Saltinho.

É um município situado na média Sorocabana, com acesso pelas rodovias Castelo Branco e Raposo Tavares. É um pequeno polo regional englobando os municípios de Águas de Santa Bárbara, Manduri, Óleo e Iaras.
Destaca-se pela tranquilidade e suas belezas naturais como a Represa de Jurumirim com suas 12 cascatas como a do Saltinho e cachoeira do Macuco e pela sua excelente água jorrando de fonte natural. Também é muito famosa pelo Santuário Arquidiocesano de Santa Teresinha do Menino Jesus que abriga as Relíquias de Santa Teresinha de Lisieux, vinda da França.

## Religião

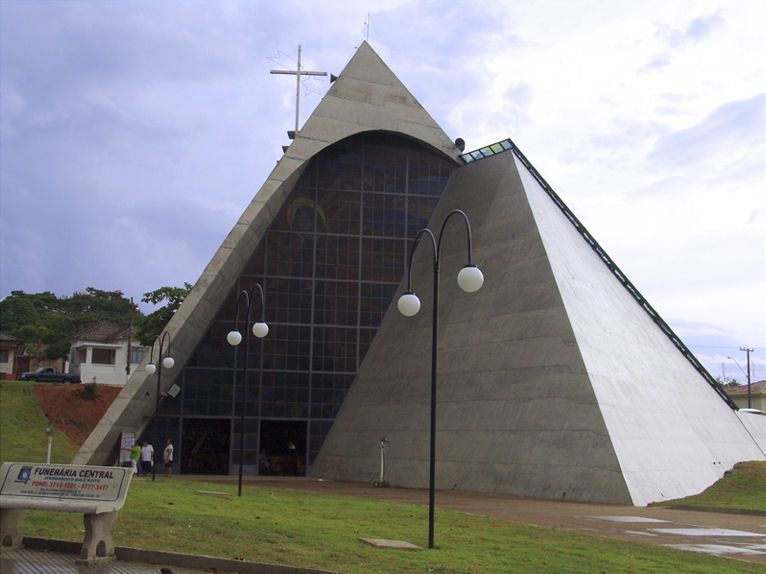
Santuário de Santa Teresinha do Menino Jesus.

O Cristianismo se faz presente na cidade da seguinte forma:

### Igreja Católica
- A igreja faz parte da Arquidiocese de Botucatu.[12]

### Igrejas Evangélicas
Entre as igrejas protestantes históricas, pentecostais e neopentecostais, encontram-se na cidade:
- Assembleia de Deus Ministério do Belém.[15][16]
- Congregação Cristã no Brasil.[17]